# Абэ Масацугу
Абэ Масацугу (阿部正次, 1569 — 10 декабря 1647) — японский даймё в начале периода Эдо, правитель Хатогая (1600—1617), Отаки (1617—1619), Одавара (1619—1623) и Ивацуки (1623—1638), губернатор замка Осака (1626—1647).

## Биография
Представитель японского клана Абэ. Родился в провинции Микава. Старший сын Абэ Масакацу (1541—1600), одного из наследственных вассалов Токугава Иэясу, владельца доменов Итихара в провинции Идзу и Хатогая в провинции Мусаси (с 1590).
В 1600 году после смерти своего отца Абэ Масацугу стал главой клана Абэ и унаследовал домен Хатогая-хан в провинции Мусаси (5 тысяч коку риса). В 1610 году он получил во владение домен Канума (провинция Симоцукэ). В 1614 году Абэ Масацугу отличился во время осады сёгунскими войсками Осакского замка, преподнеся Токугава Иэясу наибольшее количество отрубленных вражеских голов.
В 1617 году Абэ Масацугу получил звание даймё и домен Отаки в провинции Кадзуса (30 000 коку риса). В 1619 году после он был переведён в домен Одавара-хан после отстранения там от власти клана Окубо (50 000 коку риса) в провинции Сагами. В 1623 году Абэ Масацугу получил во владение домен Ивацуки-хан в провинции Муцу (55 000 коку риса). Потомки Масацугу управляли Ивацуки-ханом в течение нескольких поколений до 1681 года.
В 1626 году Абэ Масацугу получил должность наместника Осакского замка с доходом до 86 000 коку риса. Эту должность он занимал в течение следующих 22 лет до своей смерти в 1647 году. В 1637 году Абэ Масацугу принимал активное участие в подавление Симабарского восстания.
22 апреля 1638 года Абэ Масацугу разделил свои владения между двумя сыновьями Абэ Сигэцугу (46 000 коку) и Абэ Масаёси (10 000 коку), сохранив за собой оставшиеся 30 000 коку.
Абэ Масацугу скончался в Осаке в 1647 году. Его могила находится в храме Зодзёдзи, район Сиба, Минато, Токио.